# Mutxamel
Mutxamel (spanyolul: Muchamiel) község Spanyolországban, Alicante tartományban. Lakosainak száma 27 761 fő (2024).

## Földrajza
Mutxamel Alicante, El Campello, Sant Joan d’Alacant és San Vicente del Raspeig községekkel határos.

## Népesség
A település lakosságának változását az alábbi diagram mutatja:
| Lakosok száma | 15 275 | 17 599 | 19 264 | 22 510 | 23 522 | 24 232 | 24 487 | 25 352 | 25 679 | 27 761 |
|               | 2001   | 2004   | 2006   | 2009   | 2011   | 2014   | 2016   | 2019   | 2021   | 2024   |